# Sabine C. Carey
Sabine C. Carey (* 1974) ist eine deutsch-britische Politikwissenschaftlerin.

## Leben
Sabine C. Carey studierte Politik- und Verwaltungswissenschaften an der Universität Konstanz und der University of North Texas und schloss bis 1999 ihr Studium mit einem Doppelabschluss ab. Anschließend promovierte sie an der University of Essex unter David Sanders. Ihre Dissertation trägt den Titel The relationship between protest and repression: an empirical analysis of domestic conflict in Africa and Latin America und wurde 2003 finalisiert. Dabei schob sie vor ihrem Promotions-Abschluss ein Jahr Forschungstätigkeit an der Harvard University ein. Im Anschluss hat Sabine Carey an der University of Nottingham gearbeitet. Zudem war sie am Institut für Friedensforschung (PRIO) in Oslo affiliert.
Seit 2010 hat Sabine C. Carey eine Professur an der Universität Mannheim und leitet den Lehrstuhl für Politikwissenschaft, Internationale Beziehungen.
Seit 2023 ist sie Direktorin des Mannheimer Zentrum für Europäische Sozialforschung.

## Forschung
Ihre Forschung findet hauptsächlich im Bereich der Konfliktforschung statt und fokussiert sich auf die empirische Analyse verschiedener Aspekte von Gewaltkonflikten, Unterdrückung, Menschenrechtsverletzungen, Terrorismus und Aufstandsbekämpfung. Besonderes Augenmerk wird dabei auf die Rolle von Akteuren wie regierungsfreundlichen Milizen und politischen Institutionen aber auch den Medien gelegt.

## Schriften (Auswahl)
- Sabine C. Carey: The Dynamic Relationship Between Protest and Repression. In: Political Research Quarterly. Band 59, Nr. 1, März 2006, ISSN 1065-9129, S. 1–11, doi:10.1177/106591290605900101.
- Sabine C. Carey: Protest, repression and political regimes: an empirical analysis of Latin America and Sub-Saharan Africa (= Security and governance series). Routledge, London 2009, ISBN 978-0-415-42484-4.
- Sabine C. Carey, Mark Gibney, Steven C. Poe: The politics of human rights: the quest for dignity. Cambridge University Press, Cambridge 2010, ISBN 978-0-521-84921-0.
- Sabine C. Carey, Neil J. Mitchell, Will Lowe: States, the security sector, and the monopoly of violence: A new database on pro-government militias. In: Journal of Peace Research. Band 50, Nr. 2, März 2013, ISSN 0022-3433, S. 249–258, doi:10.1177/0022343312464881.
- Anita R. Gohdes, Sabine C. Carey: Canaries in a coal-mine? What the killings of journalists tell us about future repression. In: Journal of Peace Research. Band 54, Nr. 2, März 2017, ISSN 0022-3433, S. 157–174, doi:10.1177/0022343316680859, PMID 28546646, PMC 5427995 (freier Volltext).
- Sabine C. Carey, Belén González: The legacy of war: The effect of militias on postwar repression. In: Conflict Management and Peace Science. Band 38, Nr. 3, Mai 2021, ISSN 0738-8942, S. 247–269, doi:10.1177/0738894219899006.